# Noordwijk

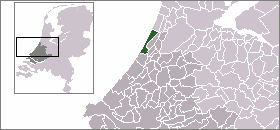
läge i Zuid-Holland

Noordwijk är en kommun i provinsen Zuid-Holland i Nederländerna. Kommunens totala area är 51,53 km² (där 16,12 km² är vatten) och invånarantalet är på 24 452 invånare (2004).
Närmast havet finns en kilometerbred remsa med sandyner. Intill havet finns också orten Noordwijk aan Zee, med många stora hotellanläggningar nära stranden, samt en gågata med affärer. Längre från havet ligger Noordwijk-Binnen som huvudsakligen har bostadshus. Längre söderut i kommunen har den Europeiska rymdorganisationen (ESA) ett tekniskt centrum, ESTEC. 